# سربازان (ترانه)
«سربازان» (انگلیسی: Soldiers) ترانه‌ای یوروپاپ از ابرگروه سوئدی موسیقی پاپ آبا است که در سال ۱۹۸۲ منتشر شد و انتقادی از نظامی‌گری و ارتش‌سالاری است.
مجلهٔ بیلبورد نوشت: «[این ترانه] ضمن تأکید بر این که احتمالاً نمی‌توان از استفاده ابزاری از سربازان و دسیسهٔ کسانی که آنها را کنترل می‌کنند، جلوگیری کرد، اما ما نباید بی خیال باشیم/باید از فرصت استفاده کنیم/زیرا اگر شیپور جنگ به صدا در آید/ما هم داخل معرکه می‌شویم.» روزنامهٔ دیلی تلگراف پیش‌پندار این ترانه را اینگونه توصیف می‌کند: «جنگ افروزان چگونه بر این باورند که انسان‌های نجیبی هستند.»